# Shibata (Niigata)
Shibata (japanisch 新発田市, -shi) ist eine Großstadt im Landesinneren der Präfektur Niigata auf Honshū, der Hauptinsel von Japan.

## Geographie

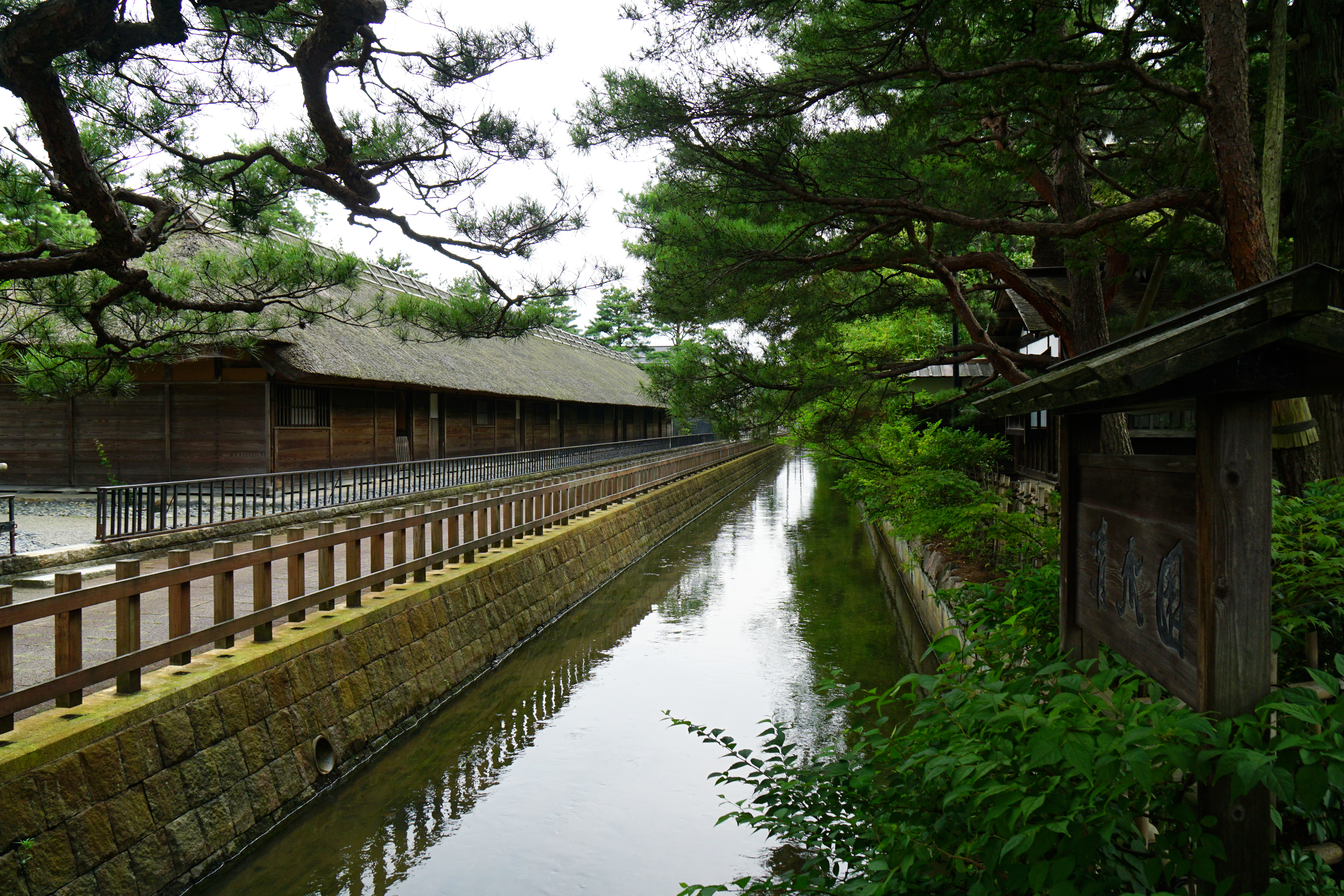
Der Fluss Shibata fließt durch das Stadtgebiet der Burgstadt

Shibata liegt südlich von Murakami und östlich von Niigata.

## Geschichte
Shibata ist eine alte Burgstadt, in der zuletzt die Mizoguchi mit einem Einkommen von 60.000 Koku residierten. Zur Stadt wurde Shibata wurde am 1. Januar 1947 erhoben.

## Sehenswürdigkeiten
- Burg Shibata
- Tsukioka-Onsen (Heiße Quelle)

## Städtepartnerschaften
- Orange City (Iowa)

## Verkehr
- Zug:
  - JR-Uetsu-Hauptlinie
  - JR-Hakushin-Linie
- Straße:
  - Nihonkai-Tohoku-Autobahn
  - Nationalstraße 7
  - Nationalstraßen 113, 290, 460

## Angrenzende Städte und Gemeinden

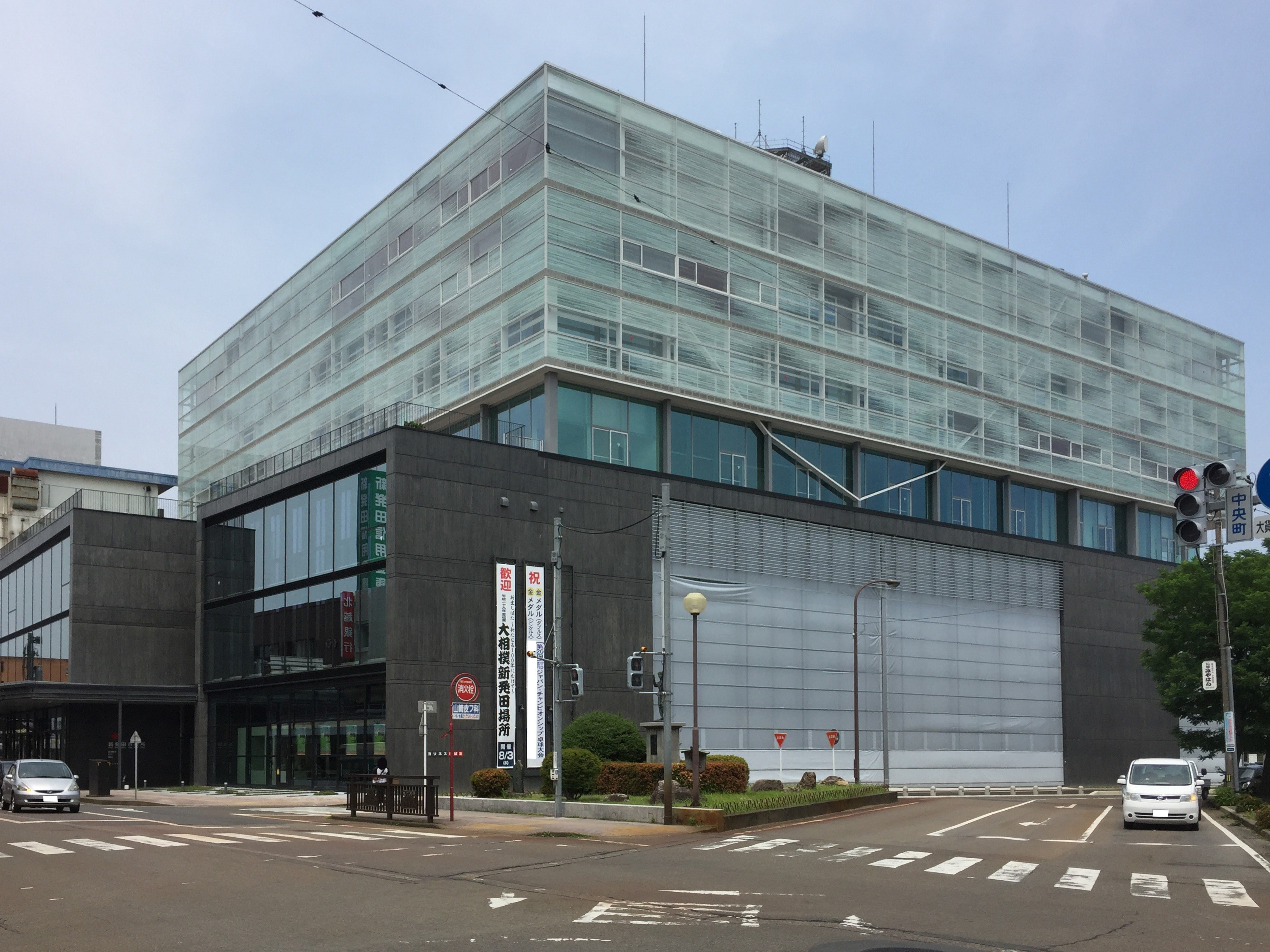
Rathaus

- Niigata
- Agano (Niigata)
- Tainai
- Kitakata